# Puente de Torrijo de la Cañada
El Puente de Torrijo de la Cañada se encuentra situado en el municipio zaragozano del mismo nombre (Aragón, España).

## Descripción
El presente puente está construido para salvar el cauce del río Manubles y tiene su acceso a Torrijo controlado por la torre-puerta de la muralla. Comunica la parte central del núcleo con el arrabal sur. El puente está construido en sillería y cuenta con dos grandes ojos en arco rebajado entre los cuales se disponen tres grandes pilas con tajamares redondeados en la zona opuesta a la corriente. El tablero está ligeramente apuntado y conserva los pretiles formados por grandes losas colocadas verticalmente.

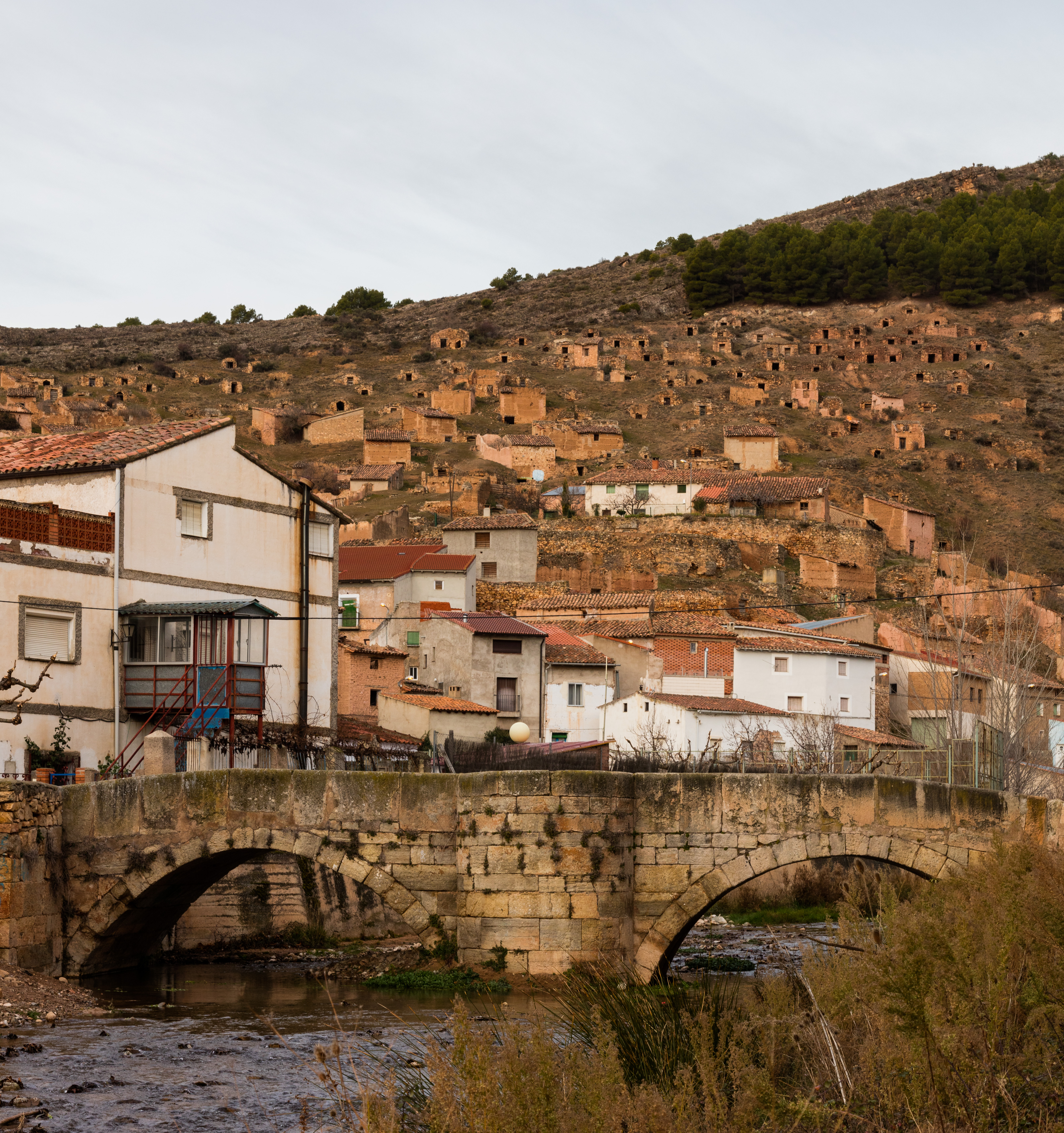
Puente de Torrijo de la Cañada sobre el río Manubles.

## Catalogación
Se encuentra inscrita en el Inventario del Patrimonio Cultural Aragonés por lo según la ley 3/1999 de 10 de marzo del Patrimonio Cultural Aragonés tiene la protección de Bien inventariado del patrimonio cultural aragonés.